# Peroxydase héminique
Une peroxydase héminique, ou peroxydase hème-dépendante, est une oxydoréductase contenant de l'hème comme cofacteur dans le rôle d'accepteur d'électron afin de catalyser diverses réactions d'oxydation. La plupart de ces enzymes suivent le mécanisme catalytique suivant :
Fe3+ + H2O2  {\displaystyle \rightleftharpoons }  [Fe4+=O]R’ (composé I) + H2O ;
[Fe4+=O]R’ + substrat → [Fe4+=O]R (composé II) + substrat oxydé ;
[Fe4+=O]R + substrat → Fe3+ + H2O + substrat oxydé.
Au cours de cette réaction, l'enzyme réagit avec un équivalent de peroxyde d'hydrogène H2O2 pour donner un premier composé [Fe4+=O]R’. Il s'agit d'une réaction d'oxydoréduction à deux électrons au cours de laquelle H2O2 est réduit en H2O pendant que l'enzyme est oxydée. Un équivalent d'oxydation se trouve sur l'atome de fer, donnant l'intermédiaire oxyferryle, tandis que, pour beaucoup de peroxydases, la porphyrine R est oxydée en radical R’. Le composé I oxyde ensuite un substrat organique pour former un radical et le composé II, lequel peut oxyder un second substrat.
Les peroxydases héminiques regroupent deux superfamilles, la première présente chez les bactéries, les champignons et les plantes, et la seconde présente chez les animaux. La première peut être organisée en trois grandes classes :
- Classe I — Peroxydases intracellulaires, comprenant la cytochrome c peroxydase (CCP) de levure, protéine soluble présente dans la chaîne respiratoire mitochondriale, où elle joue probablement un rôle protecteur contre les dérivés réactifs de l'oxygène ; l'ascorbate peroxydase (AP), principale enzyme d'élimination du peroxyde d'hydrogène dans les chloroplastes et le cytosol chez les plantes vasculaires ; les catalase-peroxydases bactériennes, qui présentent à la fois une activité enzymatique de type catalase et de type peroxydase, et dont on pense qu'elles protègent les cellules en cas de stress oxydant[4].
- Classe II — Peroxydases sécrétées fongiques : lignine peroxydases (LiP) et manganèse peroxydase (MnP) ; dans cette dernière, les cations de manganèse Mn2+ servent de substrats réducteurs[5]. Ce sont des glycoprotéines monomériques intervenant dans la dégradation de la lignine. Elle contiennent quatre ponts disulfure conservés et deux sites de liaison au calcium conservés.
- Classe III — Peroxydases sécrétées de plantes, possédant plusieurs fonctions dépendant des tissus, comme l'élimination du peroxyde d'hydrogène des chloroplastes et du cytosol, l'oxydation de composés toxiques, la biosynthèse de la paroi cellulaire, la protection contre les plaies, le catabolisme de l'acide indole 3-acétique (IAA), ou encore la biosynthèse de l'éthylène CH2=CH2[6]. Elles possèdent les mêmes domaines conservés que les peroxydases de la classe II, mais les ponts disulfure sont situés à des endroits différents.

Les études par cristallographie aux rayons X montrent que ces protéines partagent souvent une architecture commune, avec deux domaines entièrement α contenant le groupe prosthétique héminique.
Les peroxydases de type DyP (en) sont une autre famille de peroxydases héminiques.